# Pramen Táborského a Ondrúškův
Studánka v Hostýnských vrších pod zříceninou hradu Obřany (Chvalčov v okrese Kroměříž).

## Pramen Táborského a Ondrúškův
Studánka se původně jmenovala Hladová studánka. Později byla přejmenována na počest etnografa a spisovatele Františka Táborského a malíře Františka Ondrúška. V roce 1957 bylo upraveno okolí pramene při 25. výročí Ondrúškovy smrti a nad pramen byla vsazena kovová deska s podobiznami obou umělců.
Obložení studánky zpracoval akademický sochař Jožek Antko z Rajnochovic. Nápis na bronzové desce "Byli naši, byli, už sa pominuli, po malučkej chvíli půjdeme za nimi", je vzat ze Svolinského pozvánky na tryznu Františka Táborského.
U pramene se nacházejí 2 hrníčky a čistotu okolí potvrzuje i výskyt mloka skvrnitého.

## Vlastnosti pramene
- Vodivost 341 µS/cm
- pH 7,35
- vápník 60
- hořčík 4
- KNK4,5
- 2,6 mmol/l
- železo 0,05
- amoniak 0,00
- dusičnany 10
- dusitany 0,00
- chloridy 7
- fosforečnany 0,05
- SiO2 19 mg/l
- CHSKMn 0,0 mg O2/l[3]